# Trygve Lie
Trygve Lie, né le 16 juillet 1896 à Oslo et mort le 30 décembre 1968 à Geilo, est un diplomate et un homme politique norvégien. Il est le premier secrétaire général des Nations unies.

## Biographie
Membre du Parlement norvégien (le Storting) dès 1935, il dirige divers ministères de 1936 jusqu'à l'invasion de la Norvège par les Allemands. Il part en exil avec le gouvernement à Londres et devient ministre des Affaires étrangères du Gouvernement norvégien en exil en 1941. À ce titre, il préside la Délégation norvégienne à la conférence de San Francisco (avril-juin 1945), où est signée la Charte des Nations unies. Il y préside la commission chargée de rédiger le chapitre de la Charte traitant du Conseil de sécurité.
Après la libération de son pays, il redevient ministre des Affaires étrangères en octobre 1945. C'est en cette qualité qu'il préside la Délégation norvégienne à la première session de l'Assemblée générale des Nations unies à Londres en 1946.
Le 1er février 1946, il est élu premier secrétaire général des Nations unies pour une période de 5 ans.
Le 1er novembre 1950, l'Assemblée générale décide de prolonger de 3 ans le mandat de Trygve Lie. Mais, le 10 novembre 1952, il démissionne sous la pression soviétique du fait de son attitude pendant la guerre de Corée. Le suicide de son conseiller juridique, à la suite d'investigations auprès du personnel de siège de l'ONU à New York, influence également sa décision.
C'est le 10 avril 1953 que le diplomate suédois Dag Hammarskjöld prend sa succession.
Rentré en Norvège, Trygve Lie y occupe différents postes ministériels et mène plusieurs missions diplomatiques.
Lie est ministre de la Justice lors de l'exil norvégien de Léon Trotsky. À ce titre, c'est lui qui autorise l'enfermement sans jugement du révolutionnaire et son expulsion vers le Mexique.